# موريس هيرلي
موريس هيرلي (بالإنجليزية: Maurice Herlihy)‏ هو مهندس وعالم حاسوب أمريكي، ولد في 4 يناير 1954 في الولايات المتحدة.